# Сазерленд, Эрл
Эрл Уилбур Сазерленд-младший (англ. Earl Wilbur Sutherland Jr.; 19 ноября 1915, Берлингейм, штат Канзас, США — 9 марта 1974, Майами, штат Флорида, США) — американский физиолог, лауреат Нобелевской премии по физиологии или медицине в 1971 году «за открытия, касающиеся механизмов действия гормонов».
Член Национальной академии наук США (1966).

## Биография
Американский биохимик Эрл Уилбур Сазерленд родился в маленьком городке Берлингейме в Восточном Канзасе. Он был пятым из шести детей в семье. Его отец, носивший одинаковое с сыном имя, в течение 10 лет работал фермером в Нью-Мексико и Оклахоме, а затем поселился в Берлингейме, где с помощью своей жены Эдит Сазерленд (Хартшорн) и детей завел мануфактурное дело.
В детстве Эрл мог вволю гулять по лесам и полям и с тех пор на всю жизнь сохранил любовь к природе. В школе он активно занимался спортом, особенно баскетболом, футболом и теннисом. Книга Поля де Крайфа «Охотники за микробами», в доступной форме рассказывавшая о работе Луи Пастера и других выдающихся ученых-медиков, пробудила интерес юного Эрла к биологии и медицине.
В 1933 г. С. поступил в Уошберн-колледж в г. Топика (штат Канзас), однако в период Великой депрессии его родители совершенно разорились. Прибавив к стипендии те средства, которые он зарабатывал в качестве санитара местной больницы, С. смог продолжить образование и в 1937 г. получил диплом бакалавра. В этом же году он начал изучать медицину в медицинской школе Вашингтонского университета в Сент-Луисе. Курс фармакологии здесь вел Карл Кори, и С. стал его студентом. Он произвел хорошее впечатление на Кори своей работой, и тот предложил ему должность студента-лаборанта. Благодаря этому С. не только получил представление о научной работе, но и установил прочные дружеские отношения с Кори.
В 1942 г. С. получил медицинский диплом и, желая заниматься практической медициной, поступил интерном в госпиталь Барнса в Сент-Луисе. В конце второй мировой войны он был мобилизован в армию и работал сначала батальонным хирургом, а затем врачом в военном госпитале в Германии.
В 1945 г. С. демобилизовался и вернулся в Сент-Луис. Здесь перед ним возникла проблема выбора между практической медициной и научной работой. Впоследствии он писал: «Кори убедил меня — не столько словами, сколько личным примером, — что мне следует заняться исследовательской работой». В течение следующих 8 лет С. работал на факультете биохимии Вашингтонского университета сначала преподавателем, а затем адъюнкт-профессором. В это время он сосредоточил свои усилия на двух направлениях. Во-первых, он занимался исследованием фосфорилазы — фермента, катализирующего расщепление гликогена в печени и мышцах (гликоген по мере надобности расщепляется в организме до глюкозы — углевода, который служит источником энергии в организме). Во-вторых, он пытался определить, каким образом гормоны адреналин (вырабатываемый мозговым слоем надпочечников) и глюкагон (гормон поджелудочной железы) вызывают высвобождение глюкозы из печени.
В 1953 г. С. возглавил факультет фармакологии университета Вестерн-Резерв в Кливленде. К этому времени он установил, что первый этап распада гликогена в экстрактах из печени стимулируется адреналином или глюкагоном, а затем катализируется фосфорилазой. Подробно изучая фосфорилазу, он обнаружил, что в экстрактах печени имеются ещё два фермента: один из них превращает активную фосфорилазу в неактивную (при этом выделяется неорганический фосфат), а второй реактивирует неактивную фосфорилазу, и при этом неорганический фосфат включается в её молекулу. Этот цикл реакций фосфорилирования-дефосфорилирования служит одним из важнейших процессов, отвечающих за выделение энергии в организме.
В это же время биохимики из университета штата Вашингтон в Сиэтле Эрвин Кребс и Эдмунд Фишер нашли сходный фермент в мышцах и показали, что реактивация фосфорилазы в мышечной ткани происходит в присутствии нуклеотида аденозинтрифосфата (АТФ) и специального фермента, который в настоящее время известен под названием киназы. фосфорилазы. Основываясь на этих данных, С. и его сотрудник Теодор Ролл попробовали добавлять к препаратам с неактивной фосфорилазой и АТФ гормоны с целью установить, какие из них стимулируют реакции активации. В результате они показали, что в бесклеточных экстрактах как адреналин, так и глюкагон вызывают образование активной формы фосфорилазы. Поскольку раньше считалось, что гормоны оказывают прямое действие в целом на клетку, эта работа заставила по-новому взглянуть на механизмы действия гормонов — в частности, явилась доказательством того, что влияние гормонов есть молекулярный процесс.
Продолжая свои исследования, С. обнаружил ранее неизвестное вещество — циклический 3', 5'-аденозинмонофосфат (ц-АМФ). Это вещество способствовало превращению неактивной фосфорилазы в активную и отвечало за высвобождение глюкозы в клетке. Открытие ц-АМФ позволило С. сформулировать гипотезу вторичных посредников (мессенджеров) в действии гормонов, объясняющую, каким образом гормоны передают сигналы тканям-мишеням. С. предположил, что такие гормоны, как адреналин и глюкагон, являются первичными посредниками, выделяющимися из мест их образования и переносящимися с кровью к тканям-мишеням. Здесь они связываются с рецепторами наружной поверхности клеток, и эта реакция служит сигналом для клетки к повышению активности аденилатциклазы — фермента, располагающегося на её внутренней поверхности. В свою очередь активация аденилатциклазы вызывает образование ц-АМФ, служащего вторичным посредником (медиатором), стимулирующим специфические функции многих уже имеющихся в клетке ферментов. Подобные представления объясняют, почему глюкагон и адреналин оказывают на клетки печени одинаковое в качественном отношении действие.
Вначале выделение ц-АМФ не привлекло большого внимания ученых, однако впоследствии было признано, что С. открыл новый биологический принцип — общий механизм действия многих гормонов. Более того, он обнаружил, что аденилатциклаза может активироваться не только адреналином и глюкагоном и что ц-АМФ действует, кроме фосфорилазы, и на другие ферментные системы.
В 1963 г. С. стал профессором физиологии в Университете Вандербильта в Нашвилле (штат Теннесси), и здесь он получил возможность уделять все своё время научным исследованиям. Сосредоточившись исключительно на изучении ц-АМФ, он со своими коллегами показал, что это вещество служит вторичным посредником (медиатором) для более чем 12 гормонов млекопитающих. Кроме того, оказалось, что ц-АМФ участвует в регуляции активности нервных клеток, и в экспрессии генов у бактерий. Так у некоторых амеб ц-АМФ служит сигналом для объединения отдельных клеток в репродуктивные агрегаты. Присутствие ц-АМФ как в многоклеточных, так и в одноклеточных организмах свидетельствует о том, что это вещество стало играть роль регулятора клеточных процессов уже на очень ранних стадиях эволюции.
В 1971 г. С. была присуждена Нобелевская премия по физиологии и медицине «за открытия, касающиеся механизмов действия гормонов». При вручении награды исследователь из Каролинского института Петер Рейхард отметил, что, хотя о существовании гормонов было известно уже давно, механизмы их действия до работ С. были полной загадкой. Открытие ц-АМФ, добавил он, выявило «один из фундаментальных принципов практически всех процессов жизнедеятельности».
К тому времени, как С. получил Нобелевскую премию, ц-АМФ изучали более 2 тыс. исследователей. Его открытия привели к появлению новых областей в самых различных дисциплинах — от эндокринологии до онкологии и даже психиатрии, так как, по словам С., это вещество «влияет на все — от памяти до кончиков пальцев». С 1971 г. С. начал изучать циклический 3', 5'-гуанозин-монофосфат (ц-ГМФ), который так же, как и ц-АМФ, широко распространен в тканях млекопитающих и имеется у низших животных. В 1973 г. С. перешёл в Университет Майами. В следующем году он скончался в возрасте 58 лет после сильного кровотечения из пищевода.
В 1937 г. С. женился на Милдред Раис. Брак этот закончился разводом. В 1963 г. он женился на Клаудии Себесте. В семье у них было четверо детей. О С. отзывались как об открытом, общительном и добродушном человеке. По словам Карла Кори, несколько черт определили научные успехи С.: «Первое и, наверное, самое главное — это то, что он обладал даром интуиции. Он умел поставить нужный эксперимент в самое подходящее время, не всегда отчетливо понимая, почему он делает так. Во-вторых, его интуиция была развита настолько, что рождала удивительное упорство… В-третьих, он был прекрасным лабораторным исследователем, который мог вспомнить любой эксперимент, поставленный когда-либо им и его сотрудниками». К этим чертам следует добавить, сказал Кори, «честолюбие, огромную энергию и яркость и оригинальность решений».
Кроме Нобелевской премии, С. был удостоен премии Торалда Соллмена в области фармакологии Американского общества фармакологии и экспериментальной терапии (1969), премии Диксона по медицине Питсбургского университета (1970), премии Альберта Ласкера за фундаментальные медицинские исследования (1970) и премии за научные достижения Американской кардиологической ассоциации (1971). Он был членом Американского общества биохимиков, Американского химического общества, Американского общества фармакологии и экспериментальной терапии и Американской ассоциации содействия развитию науки. Ему были присуждены почётные степени Йельского и Вашингтонского университетов